# محمدخانلی، خاچماز
محمدخانلی (به ترکی آذربایجانی: Məmmədxanlı، معروف به ایلخچی İlxıçı یا ایلخچی محمدخان İlxıçı-Məmmədxan تا سال ۲۰۱۵) یک منطقه مسکونی در جمهوری آذربایجان است که در شهرستان خاچماز واقع شده است.